# Легкодух Віктор Вікторович
Ві́ктор Ві́кторович Легкоду́х — підполковник Збройних сил України.

## З життєпису
Лейтенант, командир 1-го взводу 1-го батальйону, 25-та аеромобільна бригада.
На фронті з 1 березня 2014 року. Мінометний осколок поранив у хребет наприкінці серпня 2014 року. Проходив довгу складну реабілітацію, пощкоджено спинний мозок.

## Нагороди
За особисту мужність і героїзм, виявлені у захисті державного суверенітету та територіальної цілісності України, вірність військовій присязі під час російсько-української війни
- лейтенант Віктор Легкодух нагороджений орденом Богдана Хмельницького III ступеня (26.2.2015).